# Lean It All on Me
Lean It All on Me es un álbum de estudio de la cantante australiana de country Diana Trask. Fue publicado en abril de 1974 a través de Dot Records.

## Recepción de la crítica
Un escritor no especificado de la revista Cash Box describió Lean It All on Me como “un LP realmente bueno” y escribió que “el poder, la sensibilidad y el pulido profesionalismo que la Sra. Trask transmite en su voz y en las interpretaciones de sus canciones revelará rápidamente que ella es realmente algo especial”. Un escritor no especificado de la revista Billboard describió Lean It All on Me como “un álbum verdaderamente notable“ e indicó que “su versatilidad brilla y la riqueza de su voz nunca fue más evidente”.

## Lista de canciones
| Lado uno |                                              |                                          |          |  |
| N.º      | Título                                       | Escritor(es)                             | Duración |  |
| 1.       | «Lean It All on Me»                          | Josh Whitmore                            | 2:50     |  |
| 2.       | «Behind Closed Doors»                        | Kenny O'Dell                             | 3:42     |  |
| 3.       | «Get It (While the Getting's Good)»          | Carmol Taylor Norro Wilson George Richey | 2:01     |  |
| 4.       | «Satin Sheets (Cotton Sheets)»               | John E. Volinkaty                        | 2:11     |  |
| 5.       | «(If You Wanna Hold On) Hold On To Your Man» | Diana Trask Tom Ewen                     | 2:08     |  |
| 6.       | «Jesse»                                      | Janis Ian                                | 3:53     |  |

| Lado dos |                                           |                               |          |  |
| N.º      | Título                                    | Escritor(es)                  | Duración |  |
| 1.       | «He Took Me for a Ride»                   | Taylor Wilson Shirley Tackett | 2:27     |  |
| 2.       | «The King»                                | Earl Montgomery               | 2:27     |  |
| 3.       | «Loving Arms»                             | Tom Jans                      | 2:24     |  |
| 4.       | «Let Me Be There»                         | John Rostill                  | 2:51     |  |
| 5.       | «Loneliness (Can Break a Good Girl Down)» | Taylor Wilson Richey          | 2:31     |  |

## Créditos y personal
Créditos adaptados desde las notas de álbum de Lean It All on Me.
Personal técnico
- Norro Wilson – productor
- Bergen White – arreglos de cuerda
- Lou Bradley – ingeniero de audio
- Ron Reynolds – ingeniero de audio
- Albert Watson – fotografía
- Roy Clark – notas de álbum

## Posicionamiento
| Gráfica (1974)                                    | Pico de posición |
| ------------------------------------------------- | ---------------- |
| Estados Unidos (Billboard Hot Country LP's)       | 34               |
| Estados Unidos (Cash Box Top Country LP's)        | 23               |
| Estados Unidos (Record World Country Album Chart) | 35               |